# Гланум
Гланум — руїни античного міста на території містечка Сен-Ремі-де-Прованс у французькому департаменті Буш-дю-Рон.

## Історія
У VI-V століттях до н.е. тут з'явився опідіум, побудований сальєнами, галльською народністю кельто-лігурського походження, навколо джерела в долині. Був побудований захисний вал з кам'яної стіни сухої кладки, яка перекрила 300 метрова ділянка дороги з гір. У IV столітті до н.е. біля джерела був побудований храм кельтського бога Гланіса. Поселенці були в тісному контакті з греками, що вплинуло на архітектуру міста. У II-I століттях до н.е. місто активно розширюється. У I столітті до н.е. Гланум стає Римською колонією, в цей час відбувається трансформація містобудівного планування центральної частини міста. У 260 році жителі залишають місто під натиском германських племен.
Після відходу жителів Гланум став джерелом каменю та інших будівельних матеріалів для міста Сен-Ремі-де-Прованс. Оскільки римська системи водостоків і каналізації не знайшла підтримки, руїни затопилися і вкрилися брудом і опадами.

## Виявлення і розкопки
Мавзолей і тріумфальна арка були відомі, в XVI столітті їх відвідав король Карл IX, за дорученням якого будови очистили і привели в порядок. У XVI-XVII століттях навколо мавзолею і арки проводили розкопки в пошуках скульптур і монет. Залишки Гланума зникли під алювієм, що стікає з гір. Він був знову відкритий археологами в XX столітті. Перші розкопки почалися в 1921 році і проводилися з перервами до початку 1970-х років.

## Пам'ятки Гланума

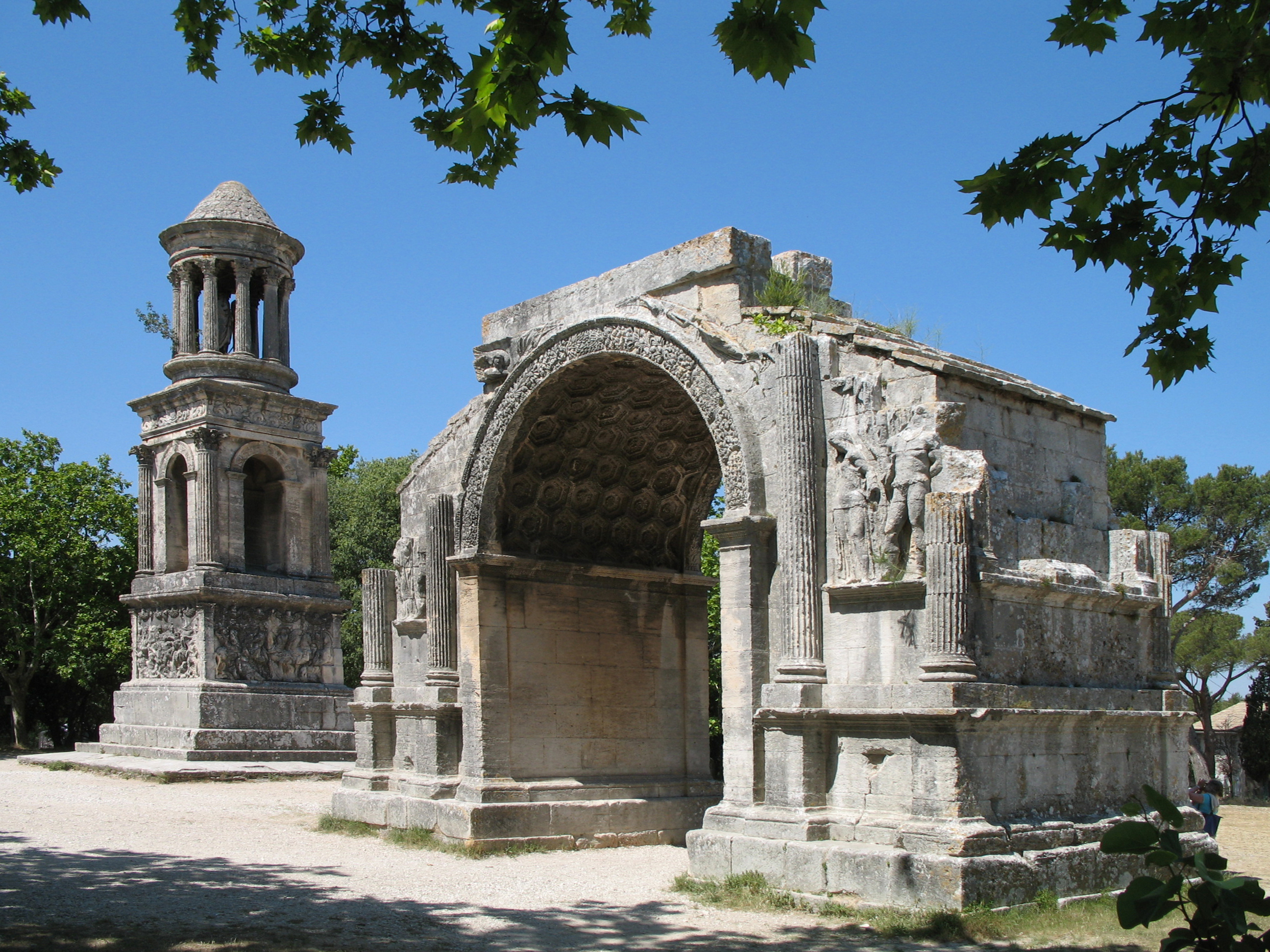
Мавзолей і арка

Юліїв мавзолей — будинок перебував за північними воротами міста і був побудований приблизно в 30-20 роках до н. е. представниками романізованої галльської сім'ї. Будівництво фінансувалося трьома братами, синами Гая Юлія, а сам мавзолей зводився в пам'ять їх батька і діда.
Тріумфальна арка — стояла поруч із мавзолеєм і була символом римської влади і авторитету. Вона була побудована в кінці царювання Октавіана Августа (померлого в 14 році н.е.). Верхня частина арки, включаючи напис, відсутня. Скульптури, що прикрашають арку, ілюстрували як цивілізацію Рима, так і жахливу долю її ворогів.
Центр Гланума — місто було орієнтоване по осі північ-південь. У північному кінці був житловий квартал з громадськими лазнями і ринком, в південному - священний квартал з джерелом і гротом. У центрі знаходився монументальний квартал, форум і громадські будівлі (базиліка, курія, колодязі).
Найбільш ранні пам'ятки, виявлені в Глануме, були побудовані поселенцями в кінці II і початку I століть до н.е. У них помітно сильний вплив еллінського стилю прилеглої грецької колонії Массалія.

## Галерея

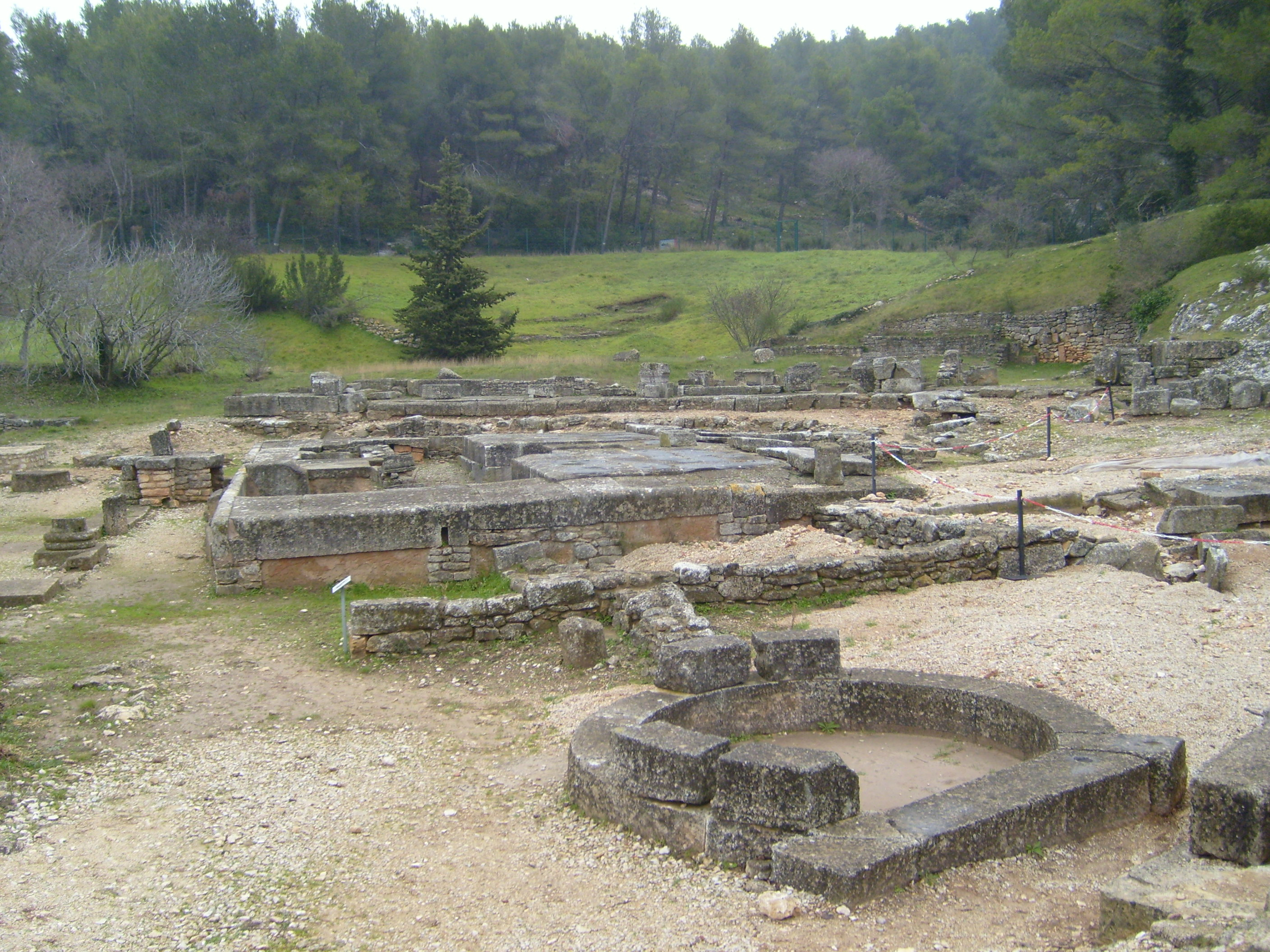
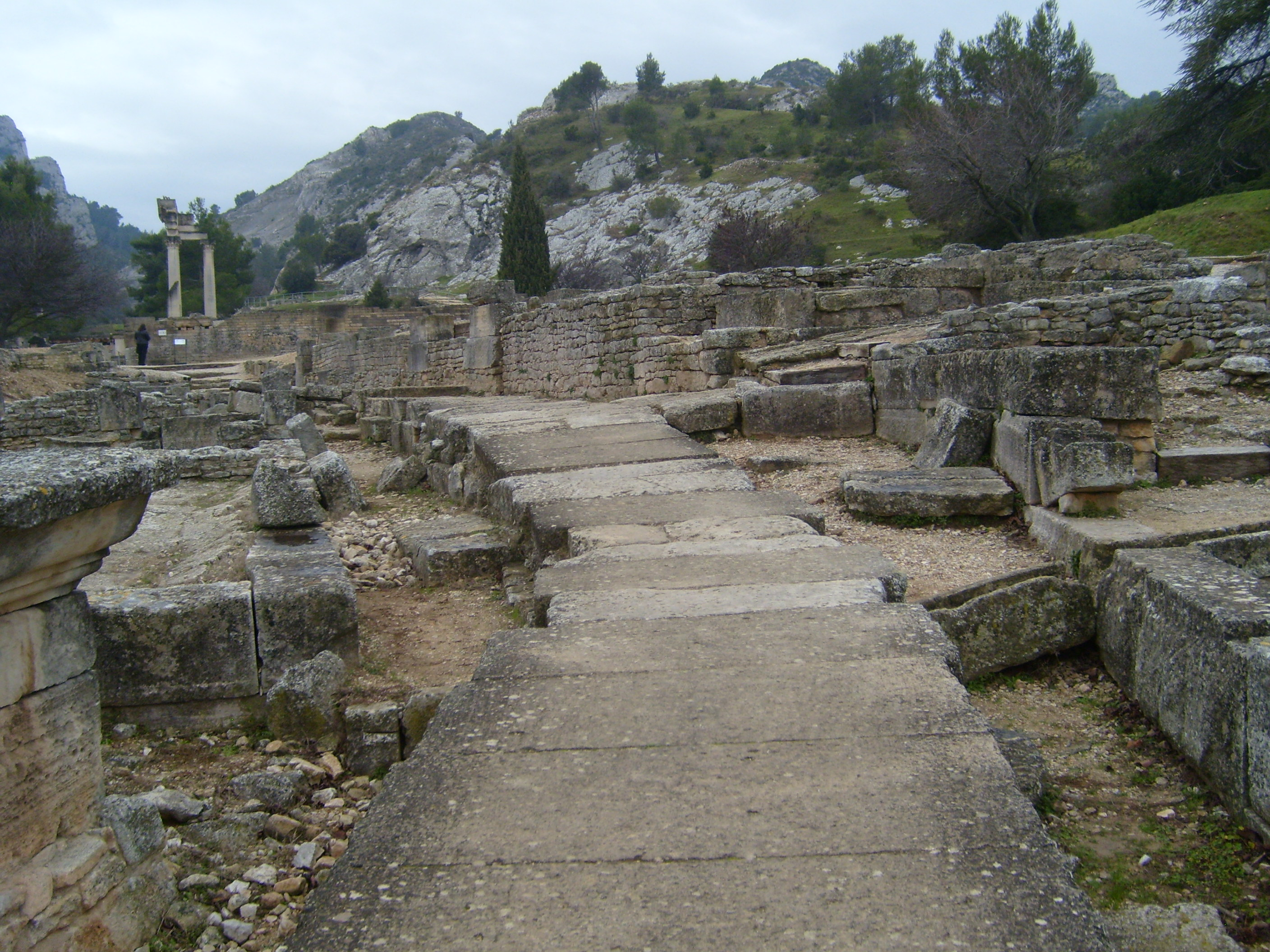
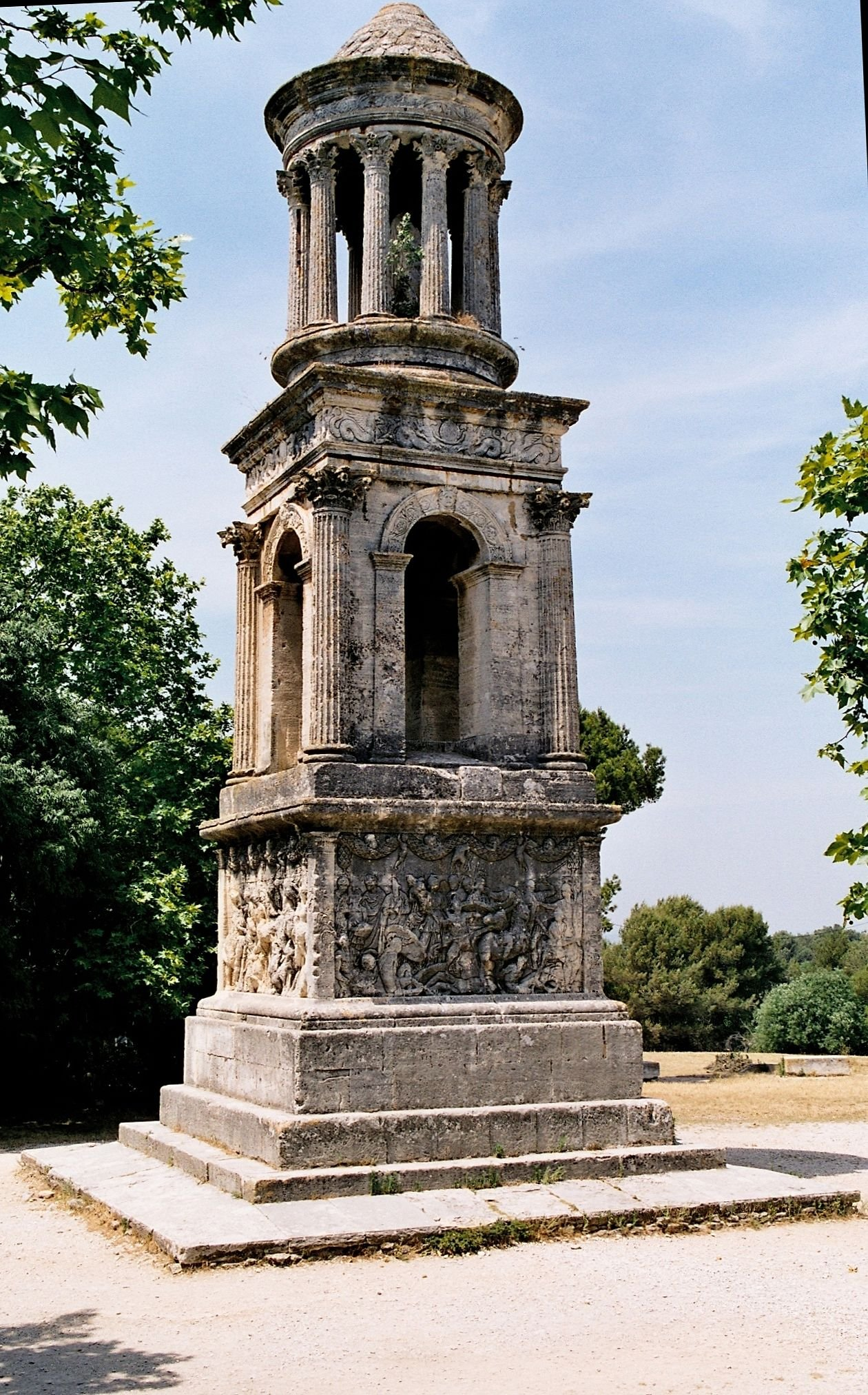
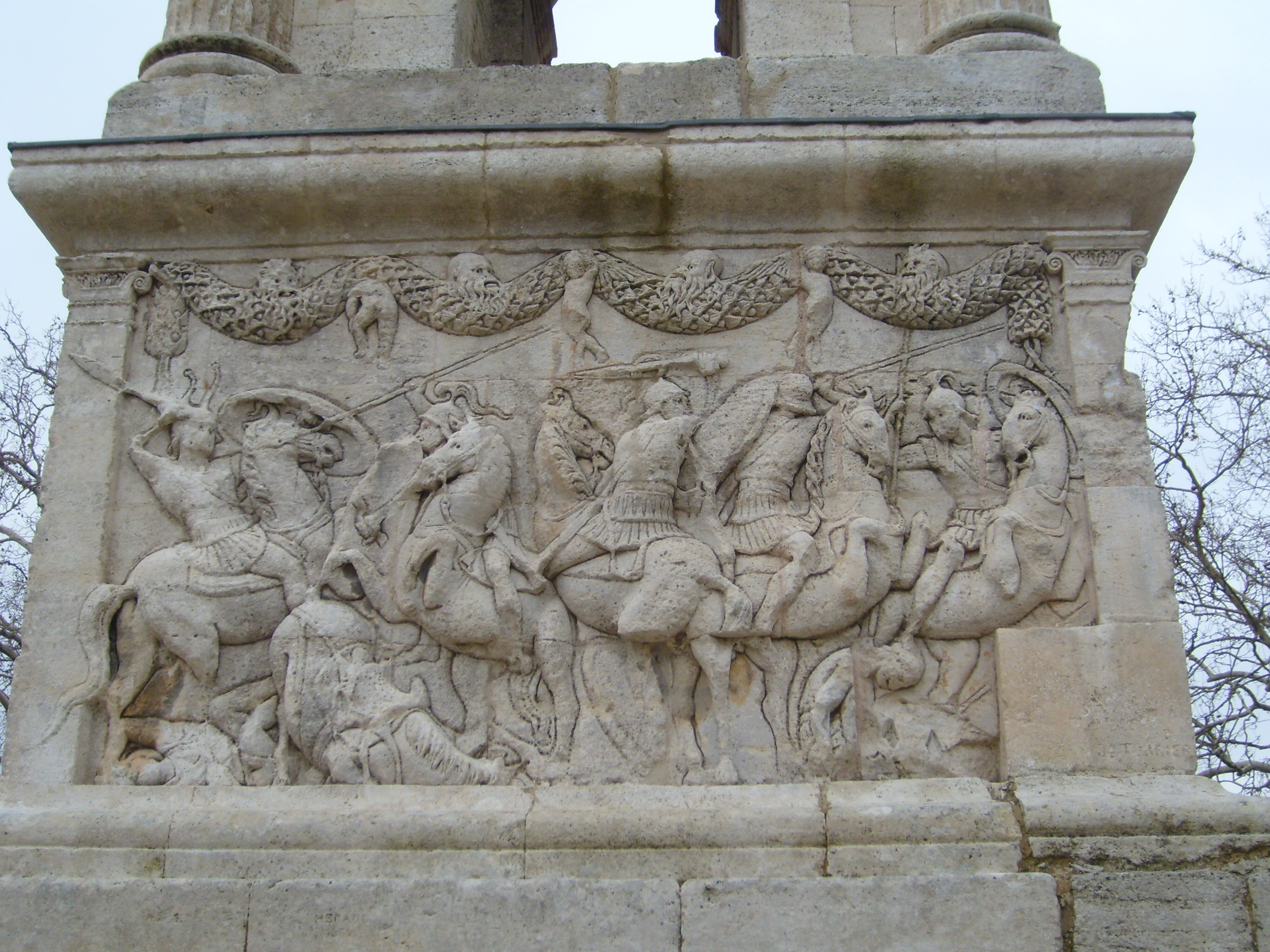
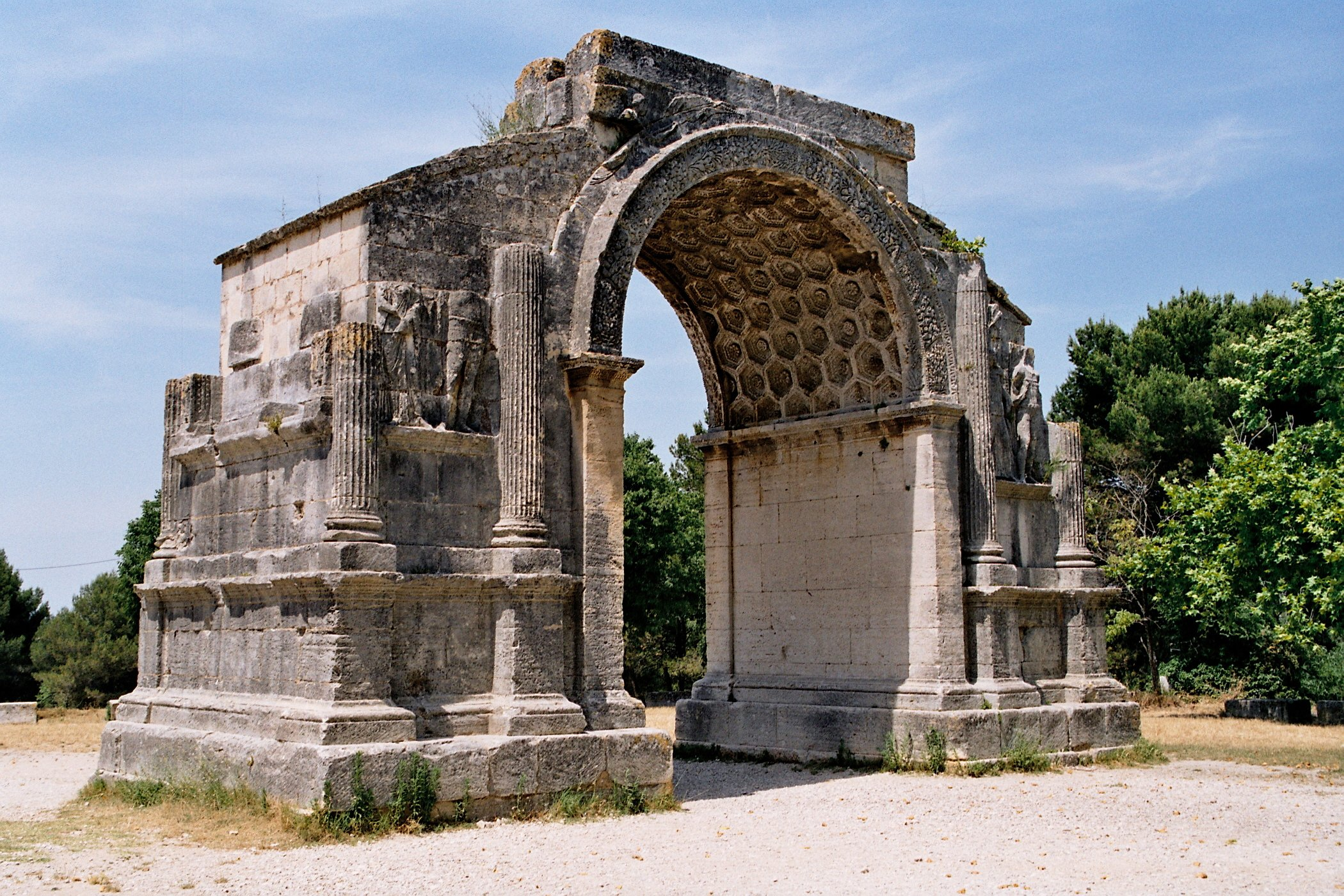
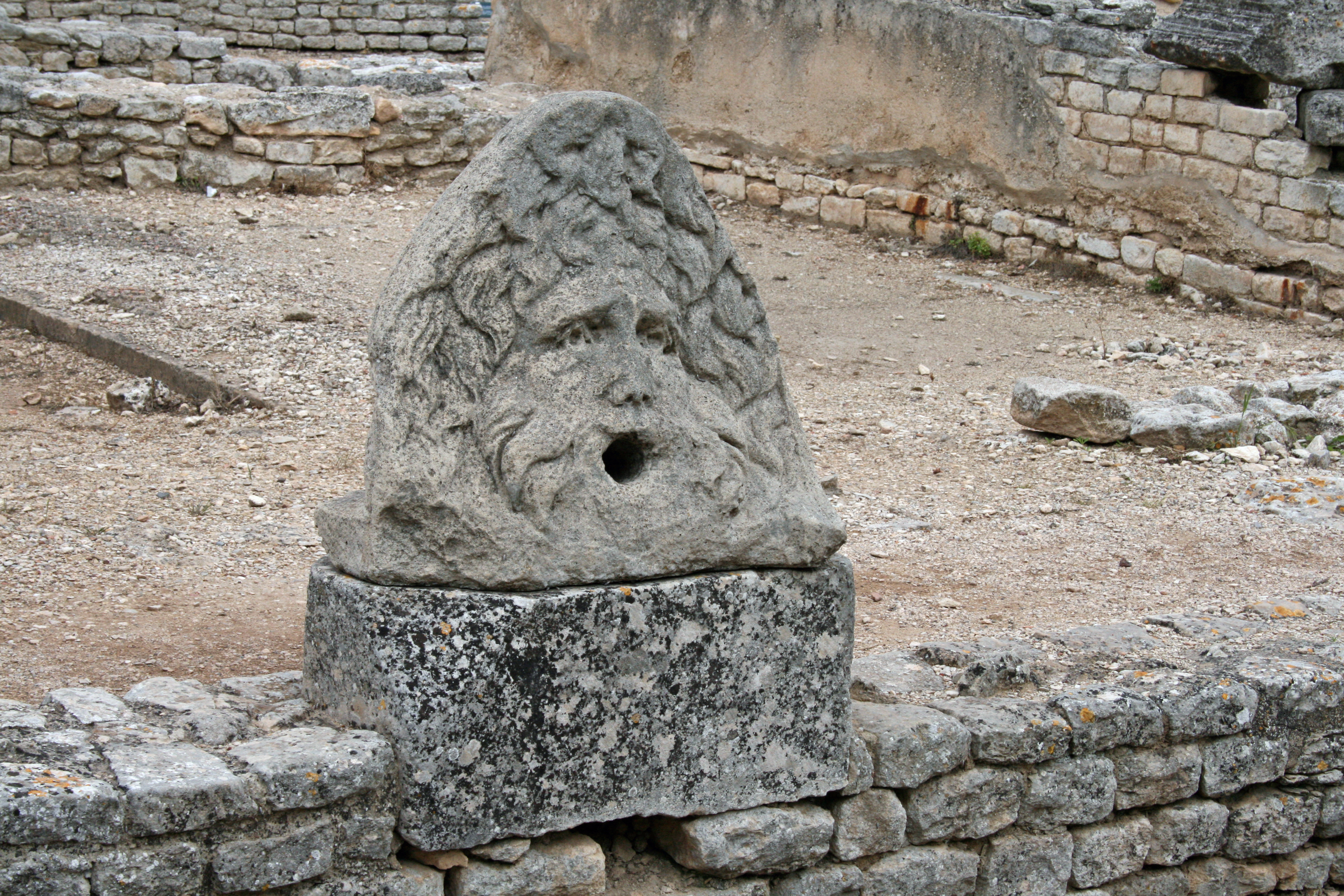
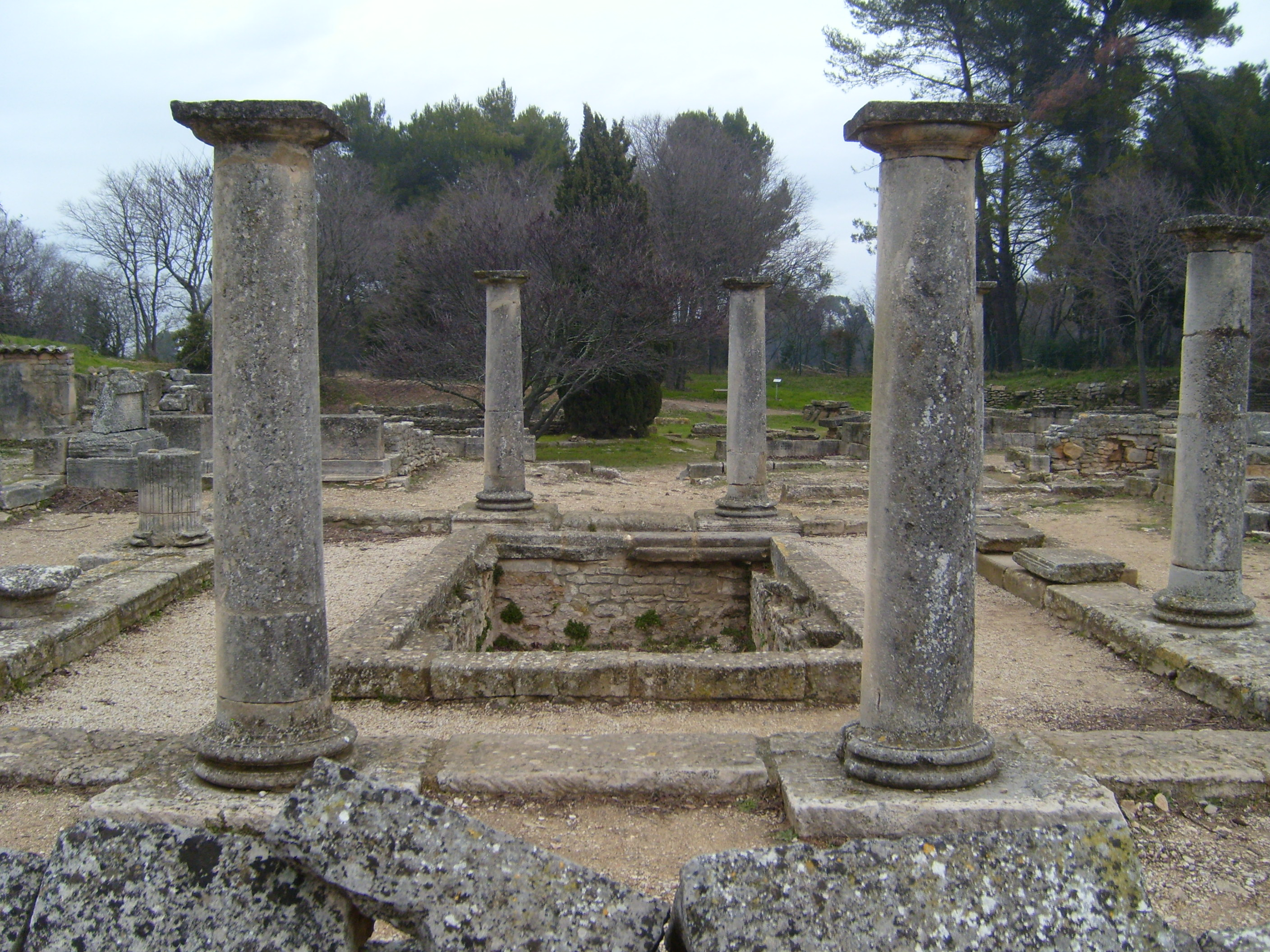
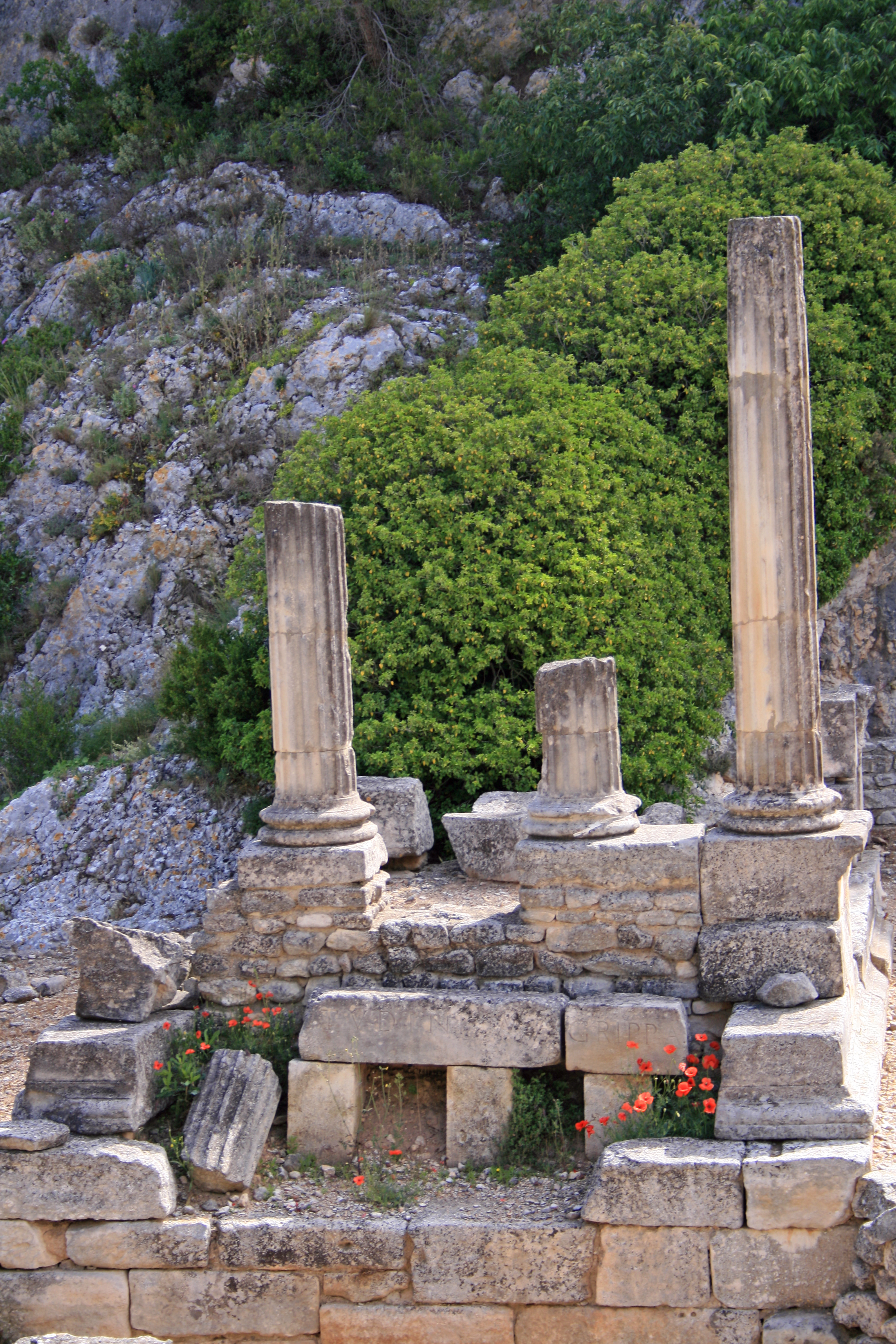
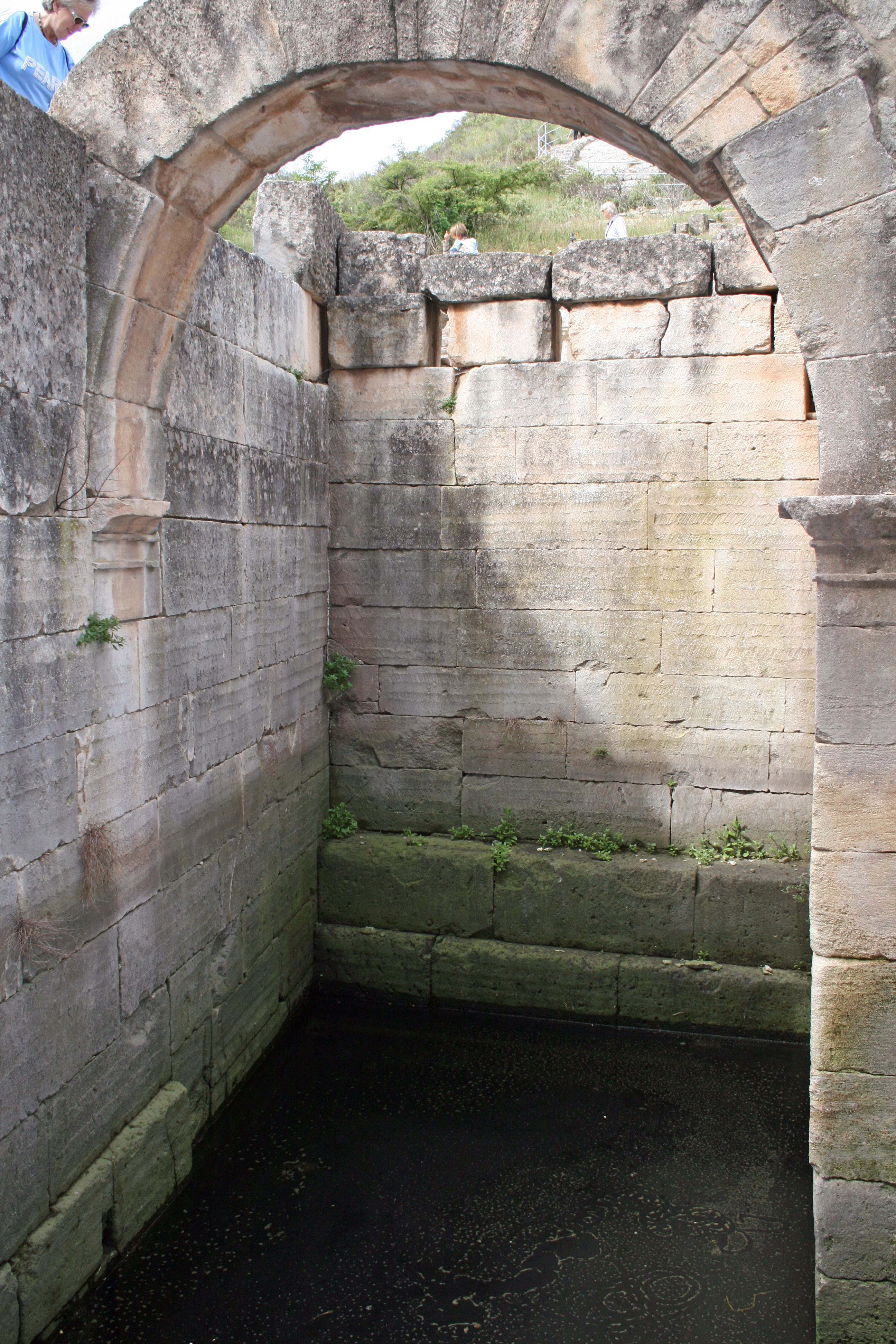
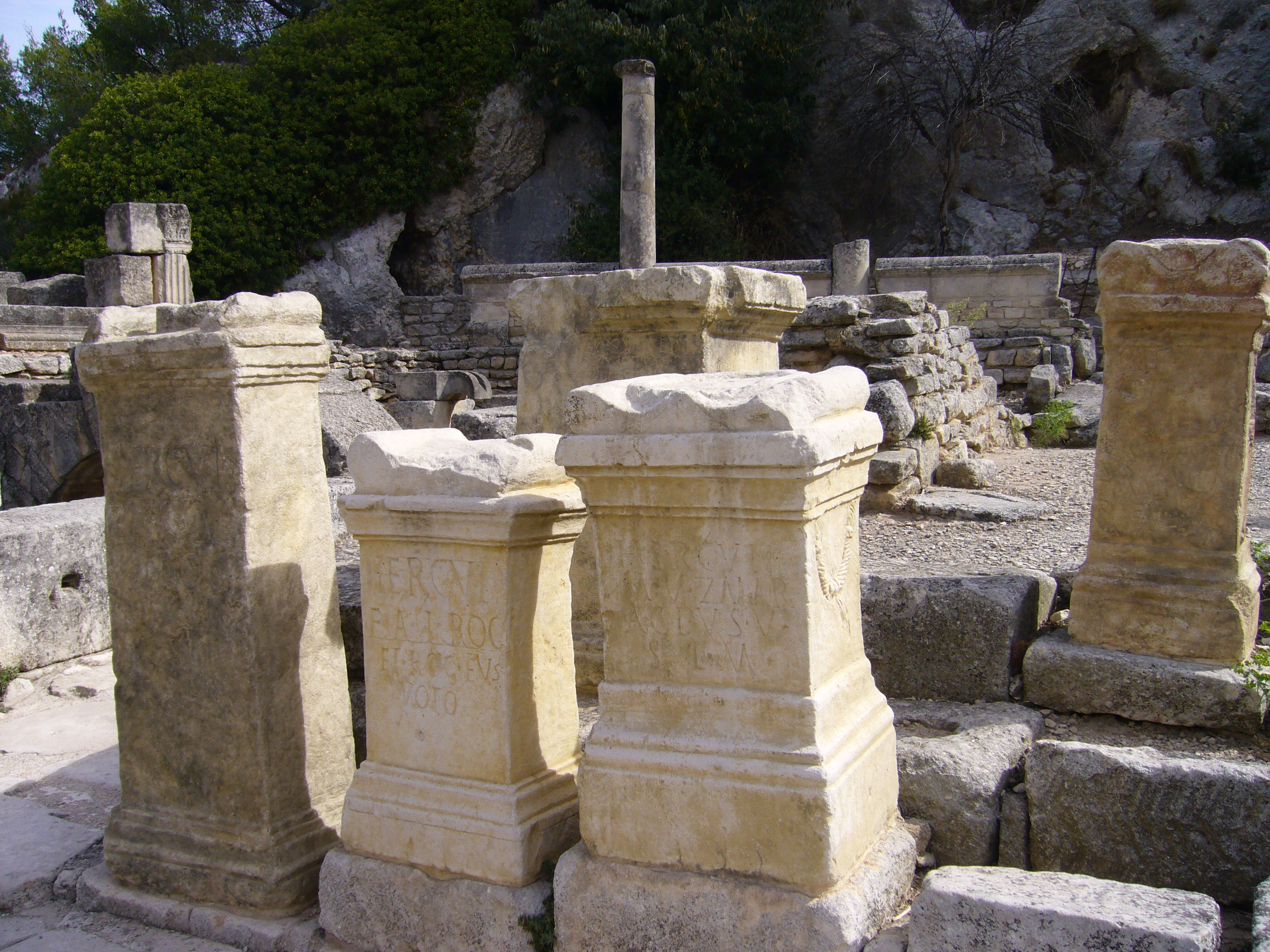